# William Morris Endeavor
William Morris Endeavor Entertainment LLC, kallas oftast WME eller WME-IMG, är en amerikansk global agentur och medieföretag. Deras huvudsyssla är att representera klienter i alla olika grenar inom underhållning som bland annat film, TV, musik, sport, litteratur och internet.
Agenturen grundades den 27 april 2009 efter att Endeavor Talent Agency och William Morris Agency blev fusionerade med varandra. Den 18 december 2013 köpte WME tillsammans med riskkapitalbolaget Silver Lake Partners konkurrenten IMG för $2,4 miljarder. Den 15 april 2015 tog man över rodeoorganisationen Professional Bull Riders (PBR) till en rapporterad kostnad på $100 miljoner. Den 14 september förvärvade man organisationen för Miss Universum, Miss USA och Miss Teen USA från Donald Trump för $28 miljoner + skulder. Den 11 juli 2016 köpte man tillsammans med Silver Lake, Kohlberg Kravis Roberts och MSD Capital företaget Zuffa, som äger MMA-organisationen Ultimate Fighting Championship (UFC), för $4,025 miljarder.
Företagets huvudkontor ligger i Beverly Hills i Kalifornien.

## Klienter
Ett urval av klienter
| Idrottare: - Novak Djokovic - Lydia Ko - Hideki Matsuyama - Kei Nishikori - Ian Poulter - Marija Sjarapova - Jordan Spieth - Henrik Stenson - Serena Williams | Musikgrupper: - Backstreet Boys - Beastie Boys - The Chemical Brothers - The Cult - Depeche Mode - Duran Duran - Fatboy Slim - Florence and the Machine - Foo Fighters - Goo Goo Dolls - The Hives - Jane's Addiction - Jethro Tull - Keane - The Killers - Lynyrd Skynyrd - Massive Attack - Nine Inch Nails - Outkast - Pearl Jam - Pet Shop Boys - Queens of the Stone Age - Rage Against the Machine - Red Hot Chili Peppers - Sex Pistols - Soundgarden - System Of A Down - Tenacious D - Tool - Toto - Underworld - Van Halen | Musiker: - Adele - Andre 3000 - Steve Aoki - Rick Astley - Björk - Garth Brooks - Sheryl Crow - Craig David - Deadmau5 - Neil Diamond - Drake - Peter Gabriel - Martin Garrix - Selena Gomez - Ellie Goulding - Calvin Harris - Ice Cube - Billy Idol - Alicia Keys - Wiz Khalifa - Mark Knopfler - Kygo - Kendrick Lamar - John Legend - LL Cool J - Barry Manilow - Bruno Mars - John Mayer - Mandy Moore - Alanis Morissette - Morrissey - Nas - Frank Ocean - Dolly Parton - Eric Prydz - Kenny Rogers - Seal - Slash - Snoop Dogg - Cat Stevens - The Tallest Man on Earth - Justin Timberlake - Steven Tyler - Tyler, the Creator - Usher - Tom Waits - Roger Waters - The Weeknd - "Weird Al" Yankovic - Pharrell Williams | Skådespelare: - Ben Affleck - Tim Allen - Kim Basinger - Helena Bonham Carter - Josh Brolin - Steve Buscemi - Steve Carell - Henry Cavill - Kevin Costner - Willem Dafoe - Matt Damon - Idris Elba - Tina Fey - Zach Galifianakis - Whoopi Goldberg - Joseph Gordon-Levitt - Kevin Hart - Oscar Isaac - Hugh Jackman - Kevin James - Hugh Laurie - Denis Leary - Norm MacDonald - Rami Malek - Steve Martin - Matthew McConaughey - Lea Michele - Mike Myers - Edward Norton - Rosie O'Donnell - Amy Poehler - Robert Redford - John C. Reilly - Ray Romano - Adam Sandler - Amy Schumer - Martin Short - Patrick Stewart - Ben Stiller - Kiefer Sutherland - Charlize Theron - Vince Vaughn - Denzel Washington - Forest Whitaker | Övriga: - Tom Clancy - Craig Ferguson - Malcolm Gladwell - Sasha Grey - Paris Hilton - Jhumpa Lahiri - Markiplier - Conan O'Brien - Jake Paul - Penn & Teller - Regis Philbin - Robert Rodriguez - Joe Rogan - Kevin Smith - Quentin Tarantino - Chrissy Teigen - Jacqueline Woodson - Hans Zimmer |

## Närvaro
De har närvaro på följande platser världen över.
| Europa: - London, England, Storbritannien | Nordamerika: - Beverly Hills, Kalifornien, USA - Nashville, Tennessee, USA - New York, New York, USA | Oceanien: - Sydney, Australien |